# Оливейра-ду-Байру (район)
Оливейра-ду-Байру (порт. Oliveira do Bairro) — район (фрегезия) в Португалии, входит в округ Авейру. Является составной частью муниципалитета Оливейра-ду-Байру. Находится в составе крупной городской агломерации Большое Авейру. По старому административному делению входил в провинцию Бейра-Литорал. Входит в экономико-статистический субрегион Байшу-Воуга, который входит в Центральный регион. Население составляет 5731 человек. Занимает площадь 23,28 км².